# Carnival Legend (schip, 2002)
De Carnival Legend is een cruiseschip van Carnival Cruise Lines en behoort tot de Spirit-klasse. Het schip werd gebouwd door Kvaerner Masa-Yards. Het schip werd te water gelaten op 17 december 2001 en geleverd aan Carnival Cruise Lines op 14 augustus 2002.

## Afvaarten
Tegenwoordig maakt de Legend afvaarten van 7 dagen naar het westen van de Caraïben, te vertrekken vanaf Tampa (Florida). Het schip is in 2013 ook actief in Noord-Europa en de Baltische Staten, maar vanaf volgende zomer niet meer. Reden is dat Carnival zijn schepen niet vol krijgt voor deze bestemmingen.

## Lay-out
80% van de kajuiten hebben zicht op zee. 80% van deze kajuiten beschikken over een balkon.

## Ongevallen
- Op 21 augustus 2002, tijdens de inhuldigingsceremonie, had Judi Dench drie pogingen nodig om de fles champagne tegen de romp van het schip te gooien. De derde keer vloog de fles met een enorme kracht tegen de romp, waardoor de champagne over Judi vloog. Ze vond het echter niet erg en zei: "Ik ben peetmoeder van 13 petekinderen, een peethondje, en nu ben ik peetmoeder van een bijzonder schip!"
- Op 13 juli 2005 keerde de Legend terug van Tortola naar New York. Aan het eind van de middag begon het schip plots 14 graden te hellen naar de kant van de haven, wat leidde tot kleine schade. Een paar minuten later deelde de crew mee aan de passagiers dat er een computerfoutje was ontstaan. Gemorste dranken werden door de bemanning niet terugbetaald.
- Op 3 augustus 2005, rond 10 uur 's morgens, kon men rook zien opstijgen vanuit de brug van het schip. Een paar minuten later werd er aan de passagiers gevraagd zich te begeven naar het bovenste dek. Men zei dat er een klein probleem was in de machinekamer en bepaalde instrumenten waren oververhit. Er is nooit een echte verklaring gegeven voor het incident.
- Tijdens een cruise op 20 mei 2006 vermoedde men dat Ramesh Krishnamurthy (35) niet meer aan boord was, omdat hij van het schip gesprongen zou zijn rond 1 uur 's morgens. Er waren getuigen die Ramesh uit zijn kajuit zagen springen, na een discussie met zijn vrouw en kinderen. Zijn lichaam werd nooit gevonden.
- Tijdens een cruise op 2 september 2007 was het schip alle kracht verloren om verder te varen, voor zeker een uur. Het was de eerste dag van de cruise en door dit incident kwam men later aan in de volgende haven. Er werd echter geen verklaring aan de passagiers gegeven.
- Op 30 september 2009 wilde de Legend de haven verlaten, toen plots een hevige wind het schip tegen de romp van de Enchantment of the Seas duwde. De Legend had schade aan de open dekken en vele ramen hadden het begeven. Na een grondige inspectie konden zowel de Legend als de Enchantment verder varen naar hun volgende haven.
- Op 13 februari 2010 moest de Legend vaart minderen door een mechanische fout, waardoor de snelheid van het schip snel daalde. Passagiers vertelden dat ze rare geluiden en gedonder hoorden komen uit de machinekamer. Het schip haalde het om terug te keren naar de thuishaven Tampa. De volgende haven werd uren later pas bereikt en het schip moest wegens de verloren uren naar Cozumel varen in plaats van Grand Cayman.

## Foto's

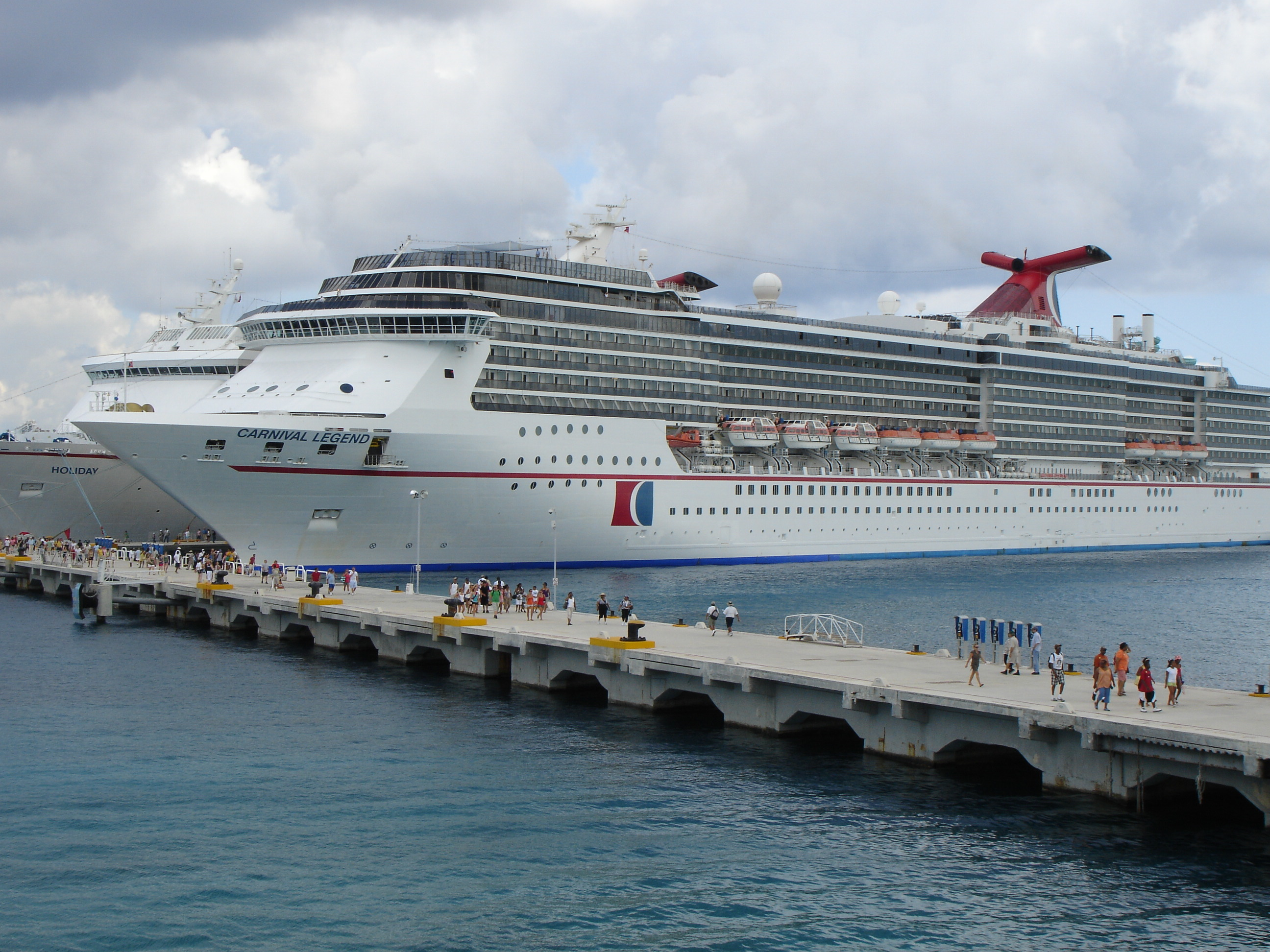
De Carnival Legend bij Cozumel
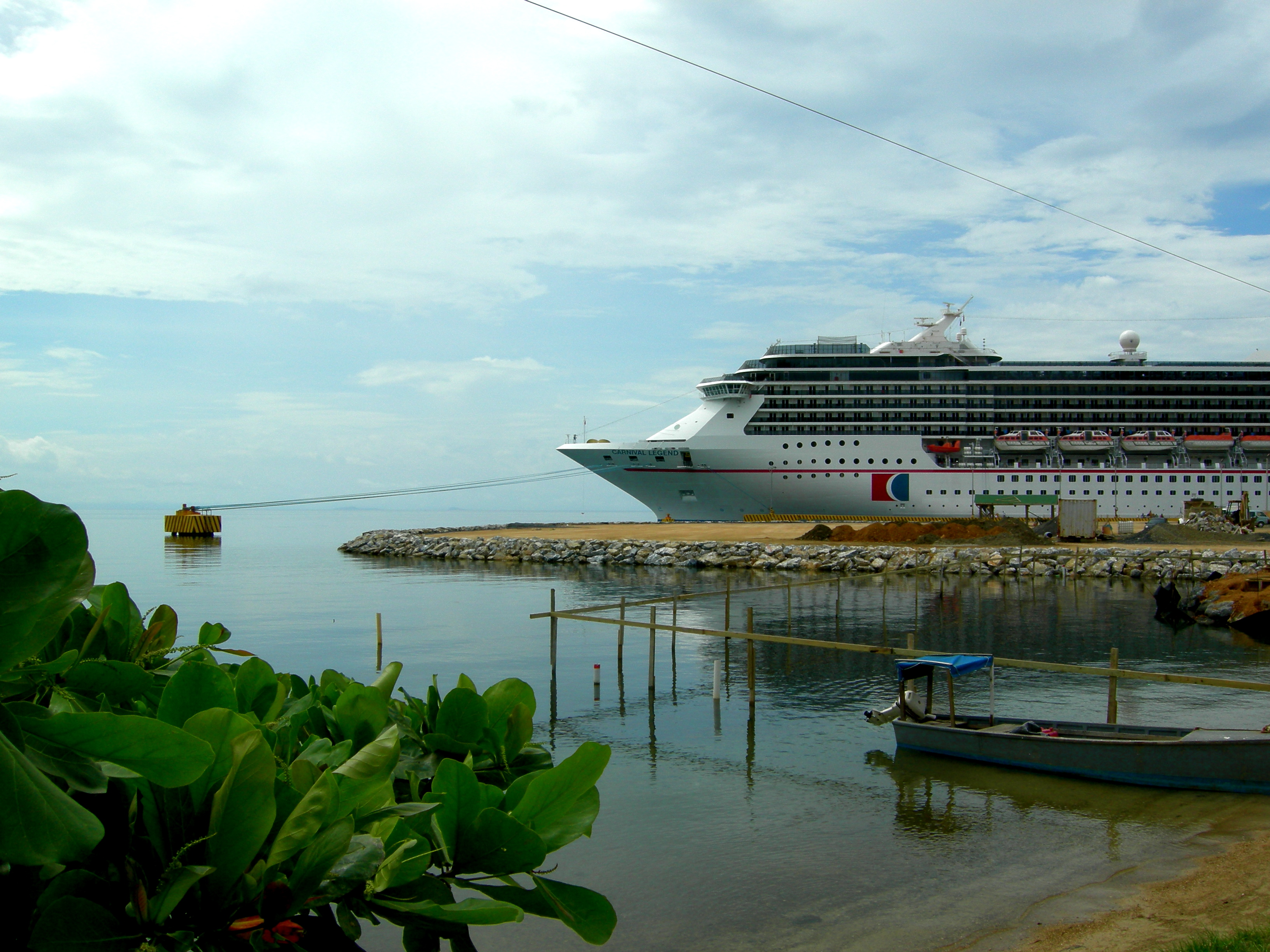
De Carnival Legend bij Roatán